# Doce casas, historia de mujeres devotas
Doce casas, historia de mujeres devotas, también conocida como Doce casas, es una miniserie de argentina escrita y dirigida por Santiago Loza. Fue producida y estrenada por la Televisión Pública y coproducida con Vasko Films, con la actuación de grandes actrices argentinas de todas las generaciones. Su primera emisión fue el 31 de marzo de 2014 y se emitió de lunes a jueves a las 22:30 (UTC -3) por la TV Pública.

## Sinopsis
Doce historias diferentes, doce interiores, doce episodios, y una historia por semana narrada en cuatro partes. Los temas en común son:
- Los ochenta.
- Una estatua de una virgen que va de casa en casa en una ciudad chica o un pueblo grande del interior.
- La llegada del televisor a color. El final de cualquier inocencia.
- Historias de gente mansa. Esperas interminables.
- De la comedia al melodrama, de la risa a la emoción más pura.
- La relación con la fe, las formas que adoptan la creencia, la devoción, lo amoroso.
- Historias de puertas adentro, saga pueblerina, folletín conmovedor, vínculos entrañables, los afectos y la soledad, el silencio.

## Elenco
- - 1.º semana – enero. Historia de Lidia y Ester:
- Marilú Marini es Lidia
- Claudia Lapacó es Ester
- Claudio Tolcachir es Damián 
  - 2.º semana – febrero. Historia de Mercedes:
- Rita Cortese es Mercedes
- María Inés Sancerni es Norma
- Patricio Aramburu es Esteban
- José Escobar es Mario
  - 3.º semana – marzo. Historia de Teresa:
- Eva Bianco es Teresa
- Viviana Saccone es Gloria
- Marcelo Subiotto es Ricardo
- Guillermo Arengo es Julio
  - 4.º semana – abril. Historia de Magdalena:
- María Marull es Magdalena
- Julia Calvo es Marta
- Martín Gross es Ramón 
  - 5.º semana – mayo. Historia del hijo de Aurora:
- Iván Moschner es Dalmiro
- Verónica Llinás es Estela
  - 6.º semana – junio. Historia de Dora y Marina:
- Susú Pecoraro es Dora
- Julieta Zylberberg es Marina
  - 7.º semana – julio. Historia de Andrea:
- Cecilia Ursi es Andrea
- Ailín Salas es Josefina
- Alejandra Flechner es Mirtha
- Martín Slipak es Pedro
  - 8.º semana – agosto. Historia de Teté:
- Tina Serrano es Teté
- Cristina Banegas es Rita
- Leonor Manso es Nélida
  - 9.º semana – septiembre. Historia de Delia y Omar:
- María Onetto es Delia
- Juan Gabriel Miño es Omar
- Gaby Ferrero es Mamá de Omar
- Boy Olmi es Octavio 
  - 10.º semana – octubre. Historia de Romeo:
- Alejandro Tantanian es Romeo
- Marco Antonio Caponi es Adolfo
- Cecilia Rosetto es Valeria
- Cecilia Rainero es María Dolores "Dolo"
  - 11.º semana – noviembre. Historia de Nora:
- Laura Paredes es Nora
- Luisina Brando es Adela
- Esteban Meloni es Juan
  - 12.º semana – diciembre. Historia de Lili:
- Ingrid Pelicori es Ana
- Noemí Frenkel es Amalia
- Luz Palazón es Azucena
- Emilio Bardi es Norberto